# Dead Oceans
Dead Oceans es una compañía discográfica independiente estadounidense formada en el 2007 por más de 3 fundadores, incluido el fundador de la igual discográfica independiente Jagjaguwar: Darius Van Arman. Dead Oceans es perteneciente a la filial de la compañía Secretly Group, al igual que de la misma Jagjaguwar.
El estilo de la discográfica enfoca varios géneros musicales, pero principalmente en el rock y el indie rock.

## Algunos artistas de la discográfica
- A Place to Bury Strangers
- Bishop Allen
- Bleached
- Bowerbirds
- Phoebe Bridgers
- Phosphorescent
- Slowdive
- The Luyas
- Mitski

• Wednesday